# Іклаприм
Іклаприм (англ. Iclaprim) — синтетичний експериментальний антибіотик, активний проти грам-позитивних бактерій. Іклаприм застосовується внутрішньовенно. In vitro іклаприм активний проти метицилін-резистентного Staphylococcus aureus (MRSA), ванкоміцин-резистентного Staphylococcus aureus (VRSA), штамів Streptococcus pneumoniae, стійких до кількох поширених антибіотиків, і деяких грамнегативних бактерій. Препарат діє шляхом інгібування діамінопіримідин дигідрофолатредуктази.

## Історія
Іклаприм — це оптимізований аналог триметоприму, який був відкритий вченими з компанії «Roche». Компанія «Arpida» була виділена з «Roche» у 1998 році, і придбала іклаприм у «Roche» у 2001 році. «Arpida» провела первинне розміщення акцій на швейцарській фондовій біржі в 2005 році.
Компанія «Arpida» провела 2 клінічні дослідження III фази препарату для лікування ускладнених інфекцій шкіри та структур шкіри, які були завершені до 2008 року, але станом на 2017 рік не були опубліковані в медичній літературі. На основі цих досліджень була подана заявка на новий препарат до Управління з продовольства і медикаментів США, і була відхилена через неможливість продемонструвати не меншу ефективність та через проблеми з безпекою, особливо спричинене лікарським засобом подовження інтервалу QT. На основі представлених результатів консультативний комітет FDA заявив, що препарат «не слід розробляти далі». Паралельна заявка на маркетинговий дозвіл до Європейського агентства з лікарських засобів була відкликана в 2009 році; в повідомленні про відкликання агентство заявила, що даних клінічних досліджень недостатньо, щоб виправдати запропоноване компанією дозування, і що в даних клінічних дослідження вже була виявлена резистентність до препарату.
Компанія «Arpida» зазнала краху після відхилення FDA та відкликання Європейського агентства з лікарських засобів. У вересні 2009 року «Arpida» та приватна швейцарська компанія «Evolva» почали обговорювати придбання «Arpida» компанією «Evolva», що дозволило б «Evolva» вийти на біржу шляхом зворотного злиття. У листопаді 2009 року «Arpida» продала іклаприм компанії «Acino Pharma», а в грудні 2009 року «Arpida» та «Evolva» завершили свою операцію.
У вересні 2013 року компанія «Acino» продала права на іклаприм, дані досліджень та нормативні документи, а також виробництво препарату групі під назвою «Life Sciences Management Group» з Бетесди в штаті Меріленд, і ця компанія передала свої права компанії під назвою «Nuprim», яка була створена колишнім головним виконавчим директором, головним науковим директором і американським агентом компанії «Arpida» в 2014 році. У грудні 2014 року компанії «Motif BioSciences» і «Nuprim» підписали угоду, що дозволяла «Motif» придбати активи, дотичні до іклаприму, і транзакцію було завершено у квітні 2015 року. FDA надало іклаприму статус кваліфікованого препарату для лікування інфекційних захворювань.
У вересні 2017 року FDA надало іклаприму статус орфанного препарату для лікування інфекцій легень, спричинених Staphylococcus aureus, в осіб з муковісцидозом. Іклаприм не поступався ванкоміцину, коли проводились 2 дослідження препарату III фази для лікування гострих інфекцій шкіри та структур шкіри, які були опубліковані в 2018 році. Станом на лютий 2019 року іклаприм ще не був схвалений.

## Хімічні властивості
Іклапрім має стереоцентр, і є рацематом, сумішшю R- та S-енантіомерів у співвідношенні 1:1:
| Енантіомери іклаприму   | Енантіомери іклаприму   |
| ----------------------- | ----------------------- |
| Номер CAS: 1208116-65-7 | Номер CAS: 1208116-66-8 |

## Найменування
Під час розробки іклаприм мав назви AR-100, MTF-100, RO-48-2622, і торгову марку «Мерсарекс». Свою назву INN препарат отримав у 2003 році.